# Lucien Pallez
Lucien Pallez, pseudonyme de Lucien Lamesfeld, né le 22 mai 1853 à Paris et mort dans la même ville le 3 octobre 1933 est un sculpteur français.

## Biographie

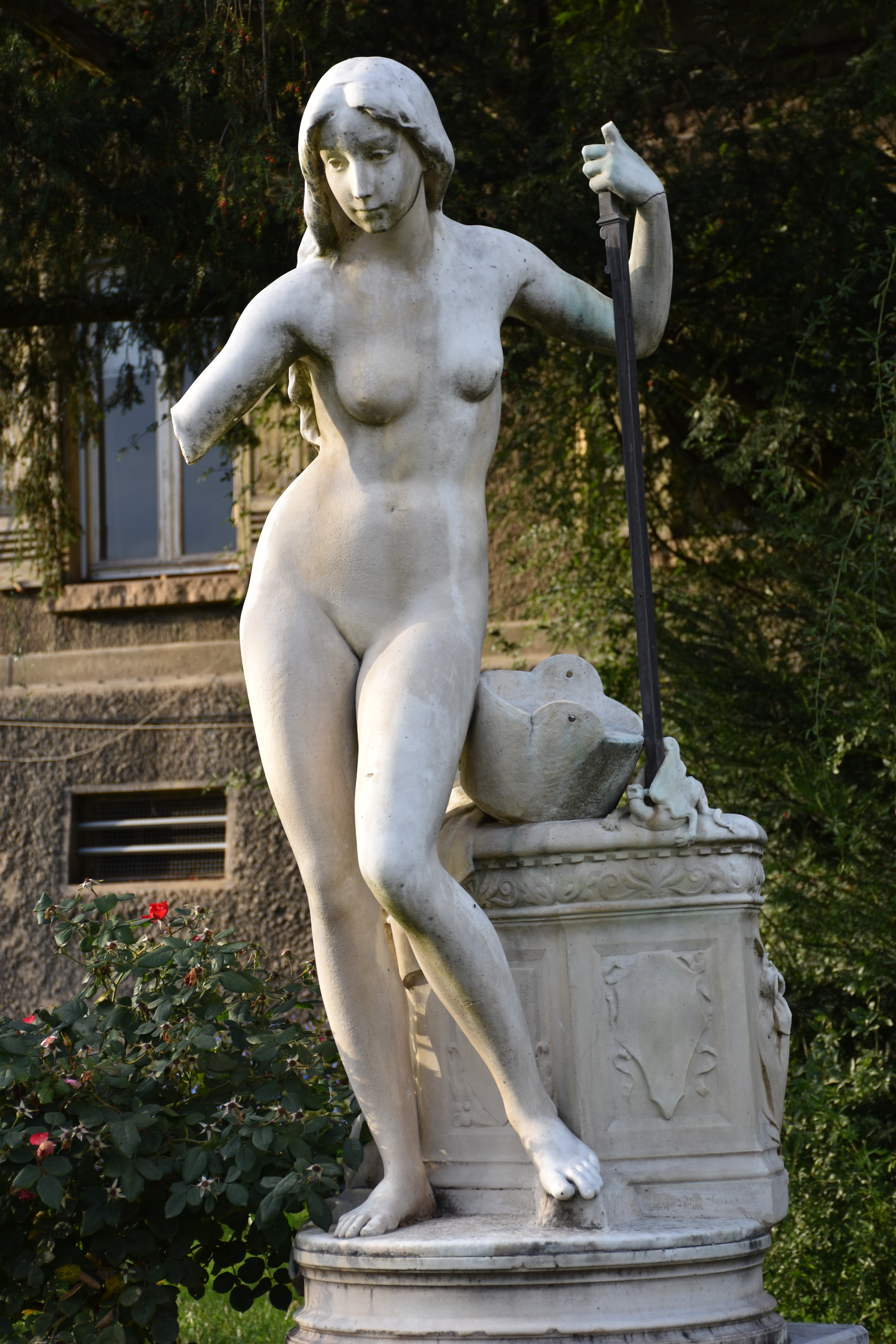
La Vérité (1885), Lyon, parc de la Tête d'or, roseraie de concours.

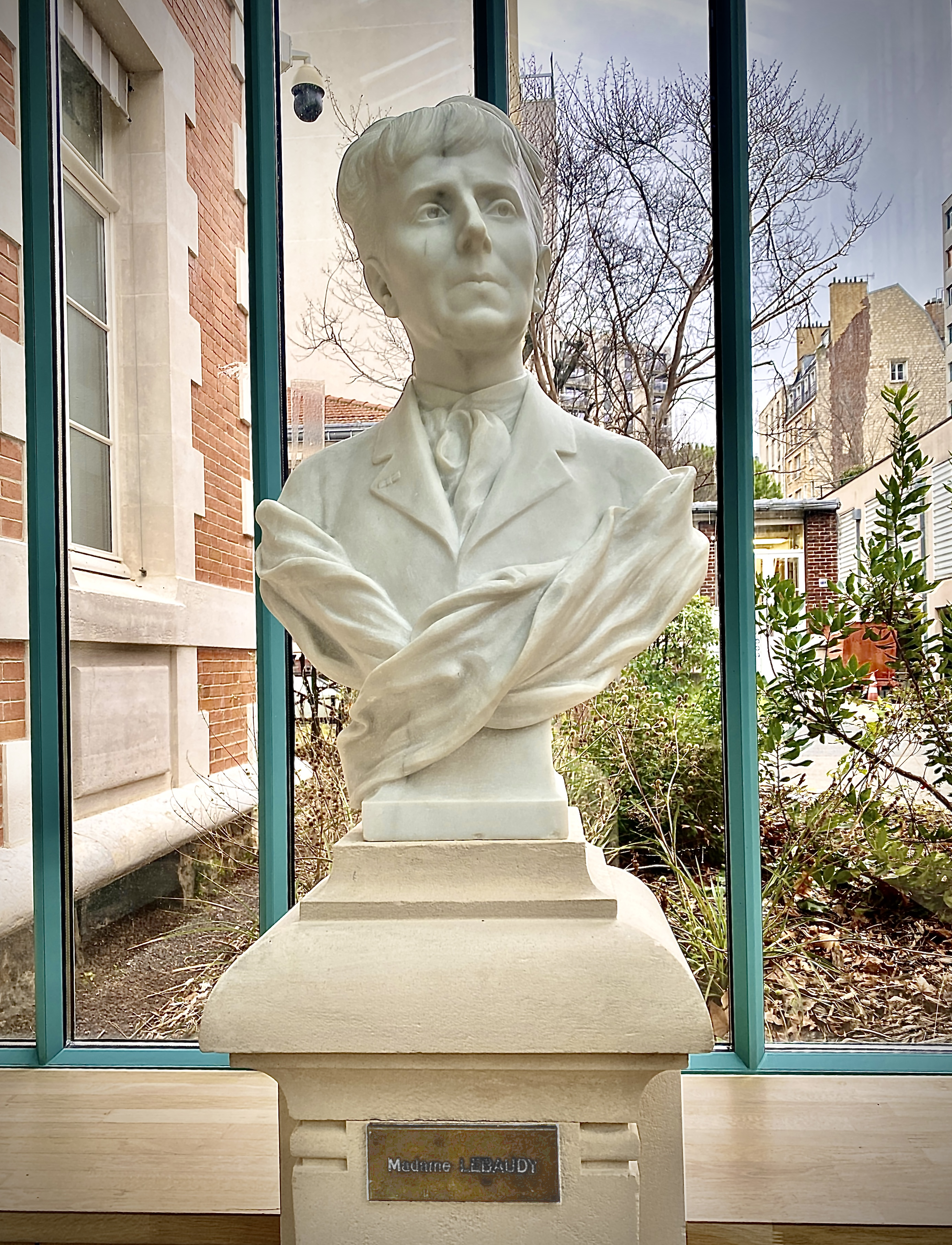
Buste d'Amicie Lebaudy sculpté par Lucien Pallez (avant 1926) - Institut Pasteur, Paris

Né Lucien Lamesfeld, Lucien Pallez fait carrière sous le nom de jeune fille de sa mère. Il est élève d'Eugène Guillaume et d'Aimé Millet. 
Il débute au Salon de 1873. Il reçoit une médaille en 1875, et une bourse de voyage en 1883 pour La Vérité. 
Ami de Paul Déroulède, il lui a consacré un buste, intitulé La IVe République (1900). Il a également réalisé le buste du poète nationaliste pour la commune de Gurat et lui a emprunté ses traits pour une sculpture représentant saint Paul et destinée à l'église Notre-Dame-du-Port de Nice.
Ses œuvres sont conservées dans les musées de Marseille, Lyon et Compiègne. 

## Distinctions
Lucien Pallez est nommé chevalier de l'ordre national de la Légion d'honneur par décret du 13 juillet 1897 et promu officier, du même ordre, par décret du 7 août 1913.

## Œuvres
- Ganymède, statue, plâtre, 1875, Compiègne, musée Antoine-Vivenel[2].
- Jeune Sorrentine au bain, statue, 1882, Condom, musée de Condom[2].
- La Vérité, statue, plâtre, 1883, localisation inconnue[2].
- La Corde brisée, 1884, Carpentras, musée Comtadin-Duplessis[2].
- Suzanne au bain, 1885, localisation inconnue[2].
- La Vérité, 1885, statue en marbre, Lyon, parc de la Tête d'or.
- Apothéose de Victor Hugo, 1886, localisation inconnue[2].
- Ivresse d'Anacréon, 1888, localisation inconnue[2].
- Buste de Monseigneur Turinaz, 1889, localisation inconnue[2].
- Béatrice, 1892, localisation inconnue[2].
- L'Amour puni, 1893, localisation inconnue[2].
- Le Rêve, 1894[2], statuette en bronze, localisation inconnue[4].
- Illusions perdues, 1897, localisation inconnue[2].
- Pour la Patrie, statue en plâtre, localisation inconnue[réf. nécessaire].
- Monument funéraire de Gabriel Syveton, 1905, Paris, cimetière du Montparnasse[5].
- Buste de M. Thiers, localisation inconnue[2].
- Buste de Mme Amicie Lebaudy, Institut Pasteur[6].
- Buste de M. Ampère, localisation inconnue[2].
- Buste de M. Litolff, localisation inconnue[2].
- Buste de Mlle Darlaud, localisation inconnue[2].
- Buste de M. Leconte de Lisle, localisation inconnue[2].
- Belles vendanges, marbre, Bazas, Hôtel de Ville